# Julije Njikoš
Julije Njikoš (Osijek, 9. travnja 1924. – Zagreb, 28. listopada 2010.), bio je hrvatski skladatelj, melograf, glazbeni organizator i doajen hrvatske tamburaške glazbe.
Utemeljitelj je Tamburaškog orkestra Radio Osijeka te Međunarodnog festivala hrvatske tamburaške glazbe. Godine 1951. postaje urednik narodne glazbe na Radio Osijeku. Kao skladatelj napisao je mnoga djela za instrumentalne sastave i zborove, solo popijevke te narodne i dječje igrokaze. Posebno poglavlje u njegovoj karijeri predstavljao je rad na istraživanju nacionalne baštine i tradicijskih pjesama gdje je tijekom više od sedamdeset godina istraživačkog rada zapisao oko 4000 narodnih pjesama, kola i poskočica, kao i priča iz narodnog života. Dobitnik je mnogih priznanja i nagrada.

## Životopis
Julije Njikoš rodio se 9. travnja 1924. godine u Osijeku gdje se školovao i učio glazbu. Kasnije se školuje u Zagrebu. Još kao mali zavolio je tamburicu koja ga je pratila kroz čitavi život. Kao vrlo mladi tamburaš počeo je svirati u orkestru osječkih grafičara pod nazivom "Tipograf". Već 1936. godine, kao dvanaestgodišnjak postaje dirigent tamburaškog orkestra. Od 1951. godine radio je kao urednik narodne glazbe i komentator na Radio Osijeku. Utemeljio je brojne emisije među kojima se posebno ističu one vezane uz rad amaterskih društava. Brojnim radioreportažama sačuvao je slavonsko-baranjski folklor. Ubrzo je osnovao Tamburaški orkestar Radio Osijeka te Međunarodni festival hrvatske tamburaške glazbe.
Godine 1954. postaje dirigentom novoosnovanog tamburaškog orkestra u sklopu Slavonskog tamburaškog društva "Pajo Kolarić". Orkestar je nastupao na čitavom prostoru bivše države ali i pred hrvatskim iseljenicima diljem Europe, Kanade i Sjedinjenih Država. Njegovom inicijativom 1961. godine društvo "Pajo Kolarić" osniva Festival tamburaške glazbe u Osijeku, a Njikoš postaje predsjednik Programskog umjetničkog savjeta festivala i tu funkciju obnaša sve do svoje smrti. Kao skladatelj napisao je brojna djela za tamburaške orkestre, a jedno vrijeme je radio i kao glazbeni kritičar, te novinar. Djela su mu najčešće bila povezana sa Slavonijom, a neka od njih su "Slavonska rapsodija", "O tamburici", "Podravska rapsodija", "Šokačkja predigra", "Baranjska rapsodija", "Bunjevačka grana" i brojna druga djela.
Osim skladateljskog rada veliki doprinos ima kao melograf i muzikolog. Tijekom svog dugogodišnjeg djelovanja (preko 70 godina) zapisao je oko 4000 narodnih pjesama, kola i poskočica, kao i priča iz narodnog života. Muzikološki rad je objavio u stručno obrađenih i likovno opremljenih knjigama poput "Kad zapiva pusta Slavonija" (1954.), "Slavonijo – zemljo plemenita" (1970.), "Pjesme i plesovi iz Baranje" (1974.), "Sa slavonskih sokaka" (1979.), "Sa slavonske ravni" (1986.) i drugima.
Bio je predsjednik radne grupe za narodnu glazbu na nacionalnoj televiziji bivše države (JRT) i član međunarodne asocijacije International Folk Music Council, koja djeluje pri UNESCO-u.
Zajedno sa svojom suprugom Verom Svobodom desetljećima je promicao hrvatsku pučku glazbenu tradiciju kontinentalne Hrvatske, a napose Slavonije.
Stvaranje Đakovačkih vezova djelo su Julija Njikoša i Pavla Blažeka. S Blažekom je djelovao na još jednom polju – uređivao je emisiju Iz naroda za narod tadašnjeg Radio Zagreba.

## Smrt
Julije Njikoš preminuo je u Zagrebu 28. listopada 2010. godine nakon kratke i teške bolesti u 87. godini života. Posljednji ispraćaj održan je 3. studenog u 14:00 sati na Aninom groblju u Osijeku.

## Nagrade
Svojim radom i djelom bio je dobitnik brojnih nagrada i priznanja.
- 1971. - nagrada Grada Osijeka
- 1973. - Strossmayerova nagrada
- 1985. - Pečat Grada Osijeka
- 1998. - nagrada Hrvatskog društva skladatelja
- 1999. - nagrada "Zlatna jabuka" na Vinkovačkim jesenima
- 1999. - nagrada za životno djelo Grada Osijeka
- 2003. - nagrada za životno djelo Osječko-baranjske županije.
- 2010. - nagrada Porin za životno djelo
- 2010. - Godišnja nagrada "Franjo Hanaman" Općine Drenovci

## Vanjske poveznice
- Hrvatsko društvo skladatelja / Članovi: Njikoš, Julije
- HDS ZAMP: Julije Njikoš (popis djela)
- PORIN – Dobitnici nagrada za životno djelo (2010.): Julije Njikoš
- Julije Njikoš na Discogsu